# Paleis van Binche

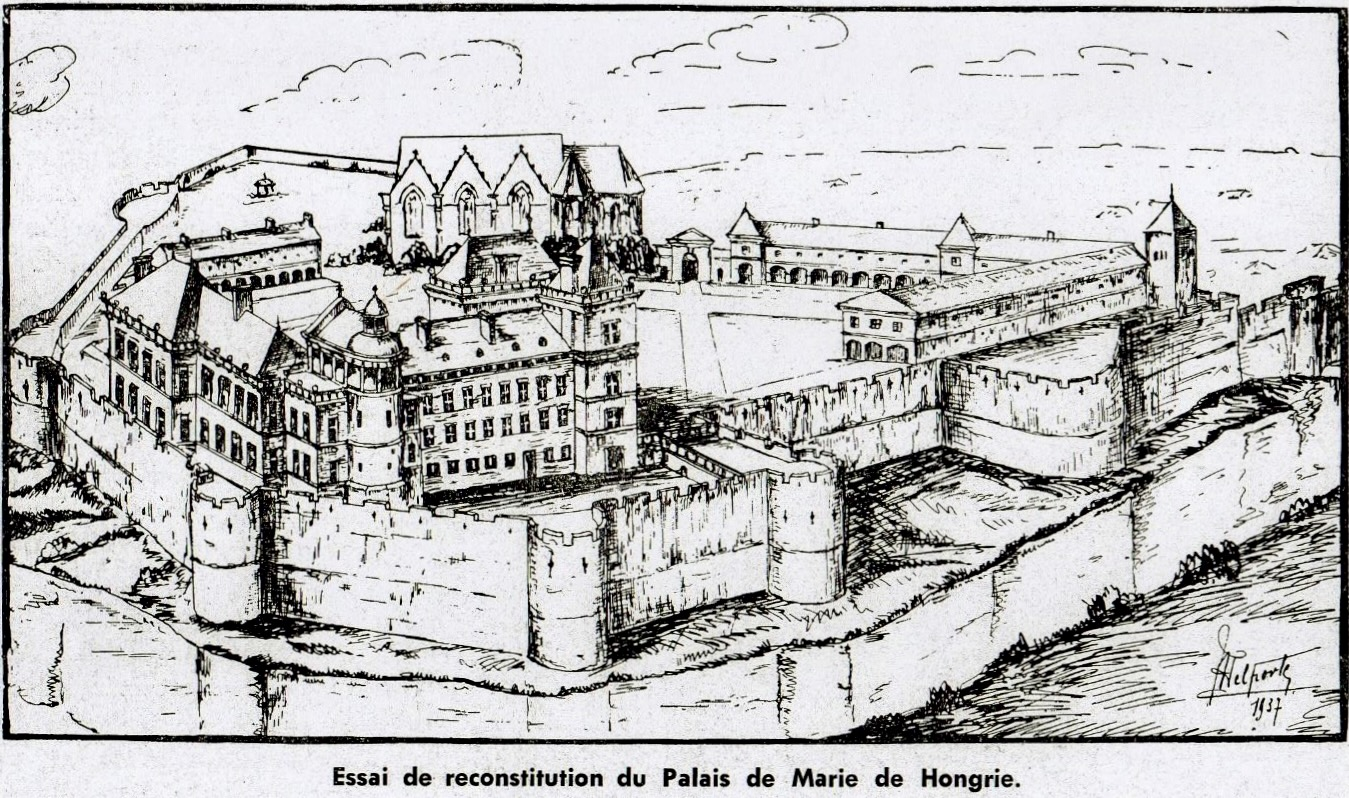
Reconstructietekening van het renaissancepaleis (1926)

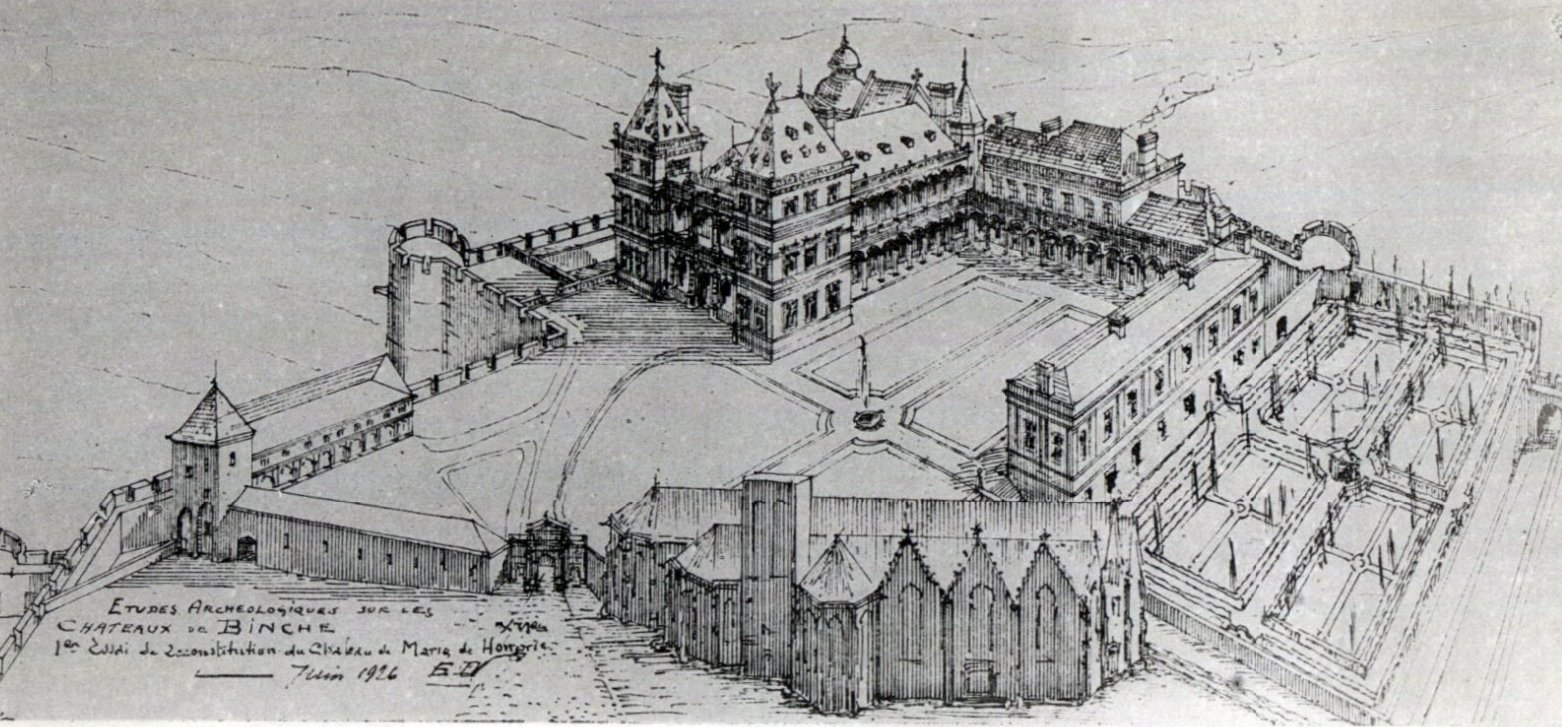
Reconstructietekening van het renaissancepaleis (1926)

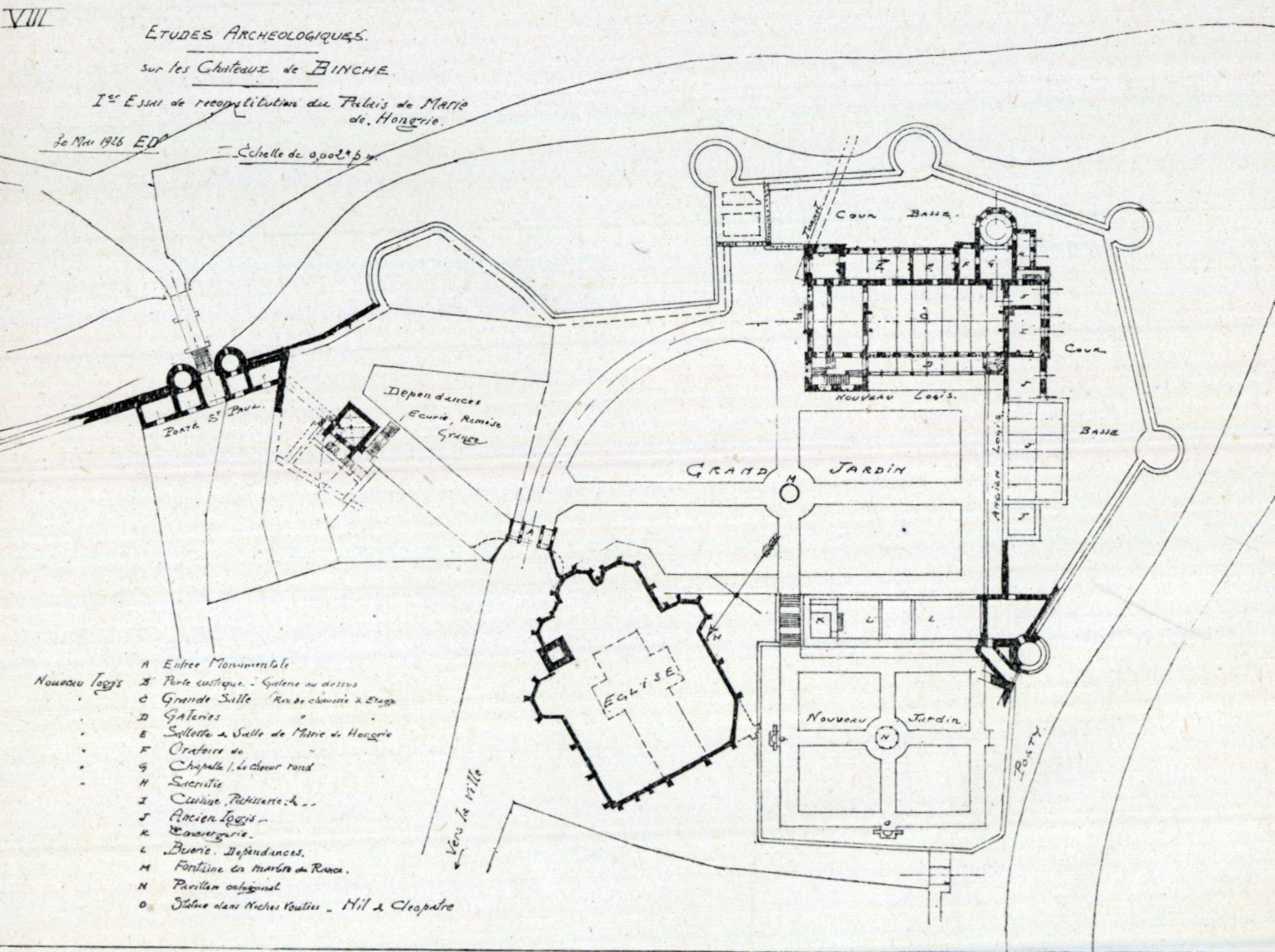
Plattegrond van het renaissancepaleis

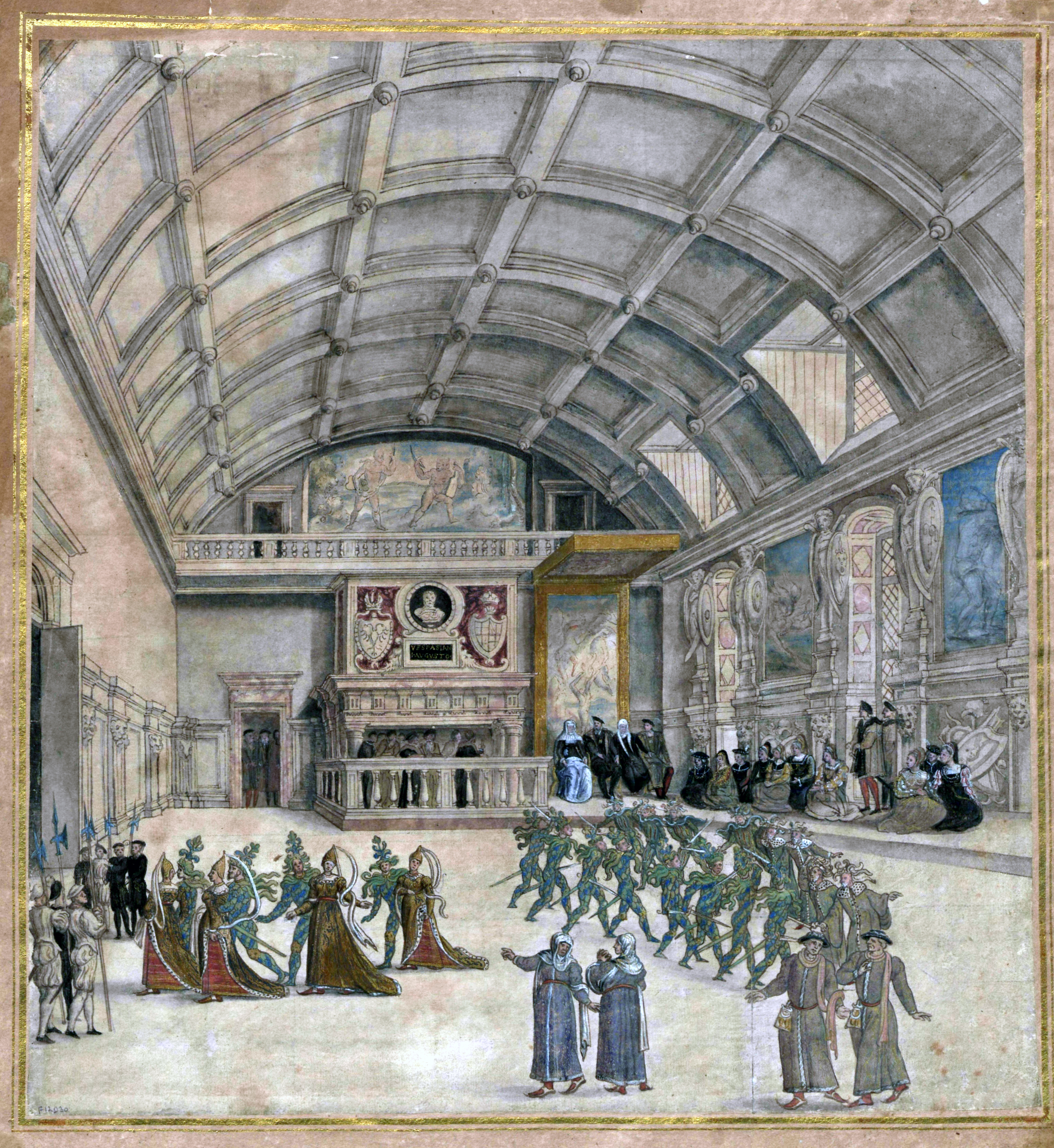
Grote zaal van het renaissancepaleis

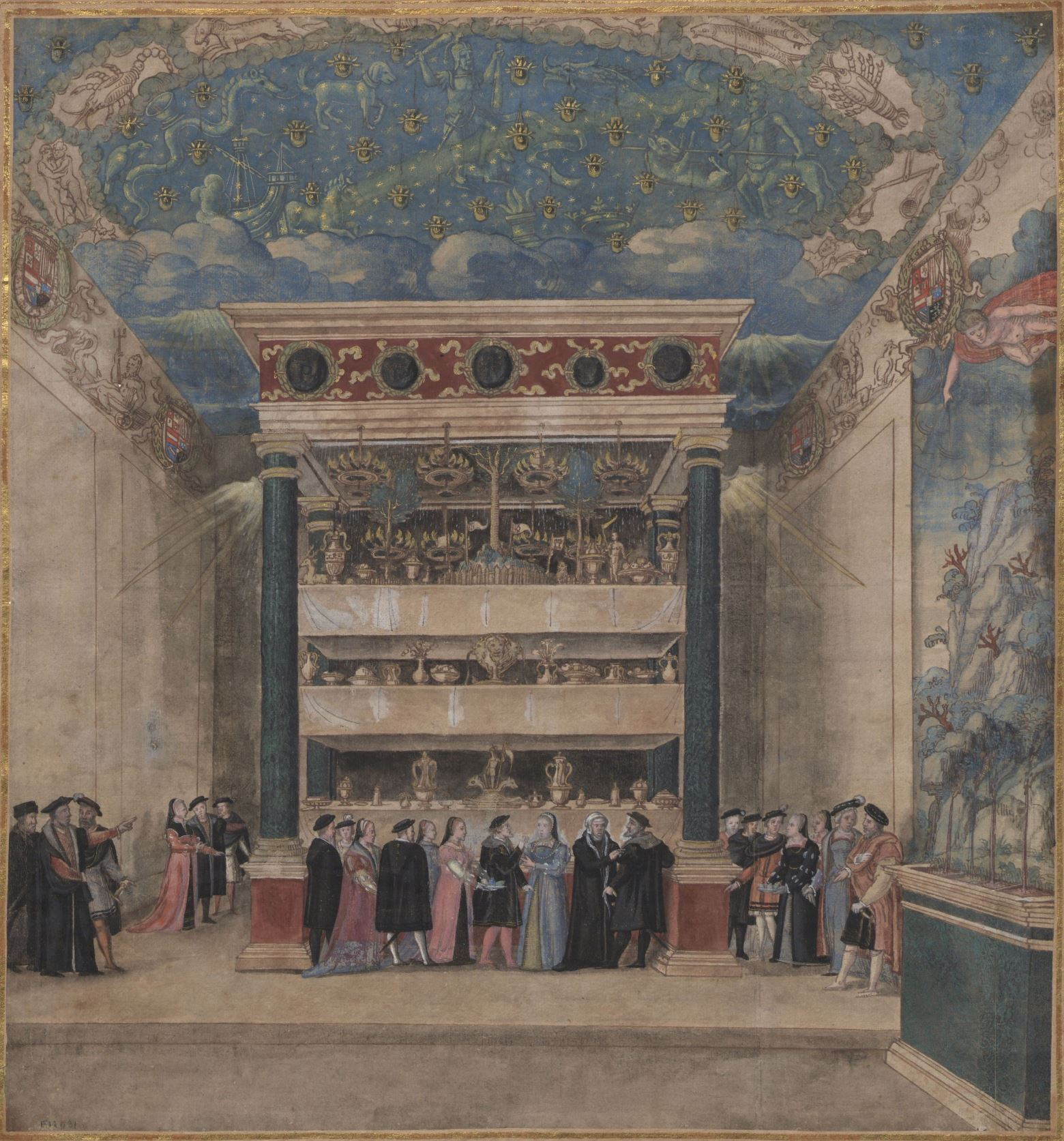
De spektakelzaal met astrologisch plafond

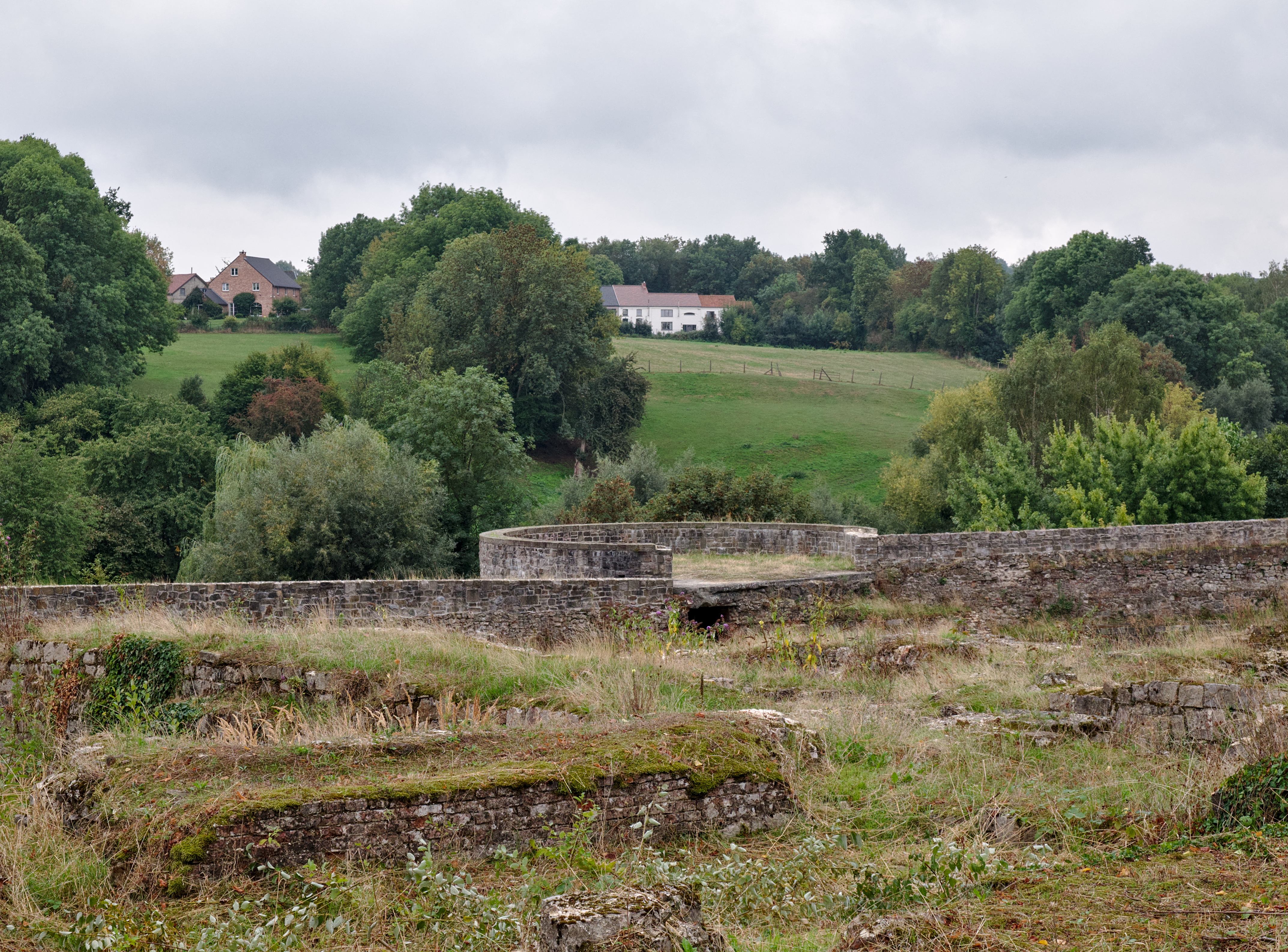
Plateau bovenop de stadsmuren met enkele muurresten van het paleis

Het paleis of kasteel van Binche is een voormalige gravenresidentie in Binche in de Belgische provincie Henegouwen, waarvan alleen nog muurresten bestaan. Het middeleeuwse kasteel en het daaropvolgende renaissancepaleis dienden als residentie voor de graven van Henegouwen, de hertogen van Bourgondië en de Habsburgse heersers. Het paleis is vanaf 1545 gebouwd in opdracht van landvoogdes Maria van Hongarije om te wedijveren met het Franse paleis van Fontainebleau, maar werd in 1554 verwoest door koning Hendrik II van Frankrijk.

## Geschiedenis
Boudewijn IV de Bouwer, graaf van Henegouwen, bouwde het kasteel van Binche in de 12e eeuw. Ook liet hij de stadsmuren aanleggen, die als enige in België nog bijna volledig overeind staan. Het kasteel stond in de 15e eeuw bekend als het Château de la Salle. Filips de Goede renoveerde het in 1461. Margaretha van York ontving Binche als weduwengoed en breidde het kasteel rond 1500 uit.
Maria van Hongarije, die in 1528 landvoogdes van de Nederlanden werd, was verzot op jagen en verbleef vaak in Binche. Haar broer Karel V schonk haar in 1545 de stad en landgoederen van Binche. Maria besloot het middeleeuwse kasteel met de grond gelijk te maken en er een paleis voor in de plaats te bouwen. Het was een van de eerste renaissancegebouwen in de Nederlanden. De aangestelde architect, Jacques Dubroeucq, ontwierp voor Maria ook het jachthuis van Mariemont enkele kilometer verderop. De werken begonnen in december 1545 en duurden meer dan drie jaar.
Voor Binche inspireerde Dubroeucq zich op het kasteel van Boussu dat hij kort tevoren had gecreëerd. Hij hergebruikte de fundamenten van het middeleeuwse kasteel, waarvan alleen de vleugel die onder Margaretha van York was opgetrokken overeind bleef. Het paleiscomplex bestond uit twee torens en een hoofdgebouw van twee verdiepingen, twee extra vleugels van één verdieping. Daarnaast was er een kapel. Er waren verschillende zalen, een grote en een kleine galerij, eetzalen, keukens, stallen en andere gebouwen. Het meest indrukwekkend waren de grote zaal op de eerste verdieping (30 x 13,5 m) en de 'riche logis' van Maria (18 x 9 m). Voor de inrichting bestelde Maria schilderijen bij Titiaan en Michiel Coxcie, en wandtapijten naar kartons van Pieter Coecke van Aelst. Buiten liet ze een prachtige muzentuin aanleggen. Het paleis werd geprezen als een van de wereldwonderen.
In 1548 maakte keizer Karel V een reis door zijn diverse vorstendommen om zijn zoon Filips te laten erkennen als troonopvolger. Op 22 augustus 1549 kwamen ze aan in Binche, waar ze door Maria op grootse wijze werden onthaald: zes dagen lang volgden feesten, bals en toernooien elkaar op in de Triomf van Binche. Filips was zo onder de indruk dat hij Binche later als model in gedachten hield voor de koninklijke paleizen van Aranjuez, El Pardo en Valsaín.
Kort na deze festiviteiten laaide het oude conflict tussen Spanje en Frankrijk weer op. In het voorjaar van 1554 viel het keizerlijke leger Picardië binnen en vernietigde in Folembray het favoriete buitenverblijf van de Franse koning. Het tegenoffensief dat daarop volgde, bereikte op 21 juli Binche en Mariemont. Beide kastelen werden als vergelding platgebrand. Hendrik II stak zelf het vuur aan en liet op de ruïnes een Franse tekst achter: Dwaze koningin, Folembray zal je bijblijven! ("Royne folle, souviens toi de Follembray!"). Maria bleef er koel en sarcastisch onder. Toen ze het nieuws vernam van Granvelle, schreef ze terug: "Ik dank u voor uw bericht over de grootmoedige daden van de koning van Frankrijk en zijn heren. Wat mij betreft, ik ben er trots op dat het hem behaagd heeft zich tegenover mij met zulke ongehoorde haat te gedragen [...]".
Delen van het paleis werden van de ondergang gered. De restauratiewerkzaamheden begonnen al in 1554, maar stopten toen Maria in 1556 de Nederlanden verliet om de afgetreden keizer naar Spanje te vergezellen. Onder de aartshertogen Albrecht en Isabella werd de restauratie hernomen, maar uiteindelijk gaven ze prioriteit aan Mariemont en raakte Binche uit de gratie. Een aantal sculpturen werden naar Bergen gestuurd (zoals de toegangspoort) of hergebruikt in Binche zelf. In de tweede helft van de 17e eeuw raakte het paleis in verval en rond 1704 werd het afgebroken. Op de overblijfselen werd in de 19e eeuw een openbaar park aangelegd.
Grote delen van het paleis werden in de 20e eeuw opgegraven en onderzocht door de archeologische dienst van Wallonië.

## Voetnoten
1. ↑  Braden K. Frieder, Chivalry & the Perfect Prince. Tournaments, Art, and Armor at the Spanish Habsburg Court, 2008, p. 133-158. ISBN 193111269X